# Вікінги (телесеріал)
Вікінги (англ. Vikings) — ірландсько-канадський телесеріал режисера Майкла Герста, створений спеціально для телеканалу History. Сценарій написаний за мотивами саг про набіги вікінгів на англосаксонську Британію та Західне Франкське королівство.
Прем'єра серіалу відбулася 3 березня 2013 року. У 2013-2017 роках вийшло чотири сезони «Вікінгів», які здобули 18 телевізійних премій (74 номінації). Прем'єра п'ятого сезону серіалу із 20 епізодів відбулася 29 листопада 2017 року.
Прем'єра шостого сезону відбулася 4 грудня 2019 року.

## Подробиці сюжету
Це історія про пригоди найбільшого героя свого часу — Рагнара Лотброка. У серіалі показаний Рагнар зі своїм племенем братів-вікінгів і своєю сім'єю в процесі постання королем усіх племен вікінгів.
Рагнар — безстрашний воїн і релігійний вікінг, який об'єднує всі племена і поширює серед них поклоніння скандинавським богам. Згідно з легендою, він — прямий нащадок Одіна, бога війни і воїнів.

## Серії

### Перелік серій 1-го сезону
- 01. Посвята / Rites of Passage
- 02. Гнів норманів / Wrath of Northmen
- 03. Знедолені / Dispossessed
- 04. Випробовування / Trial
- 05. Набіг / Raid
- 06. Поховання мертвих / Burial of the Dead
- 07. Королівський викуп / A King's Ransom
- 08. Жертва / Sacrifice
- 09. Усе зміниться / All Change

### Перелік серій 2-го сезону
- 01. Війна братів / Brother's War
- 02. Вторгнення / Invasion
- 03. Зрада / Treachery
- 04. Око за око / Eye for an Eye
- 05. Істина в крові / Answers in Blood
- 06. Непрощений / Unforgiven
- 07. Кривавий орел / Blood Eagle
- 08. Безкосний / Boneless
- 09. Вибір / The Choice
- 10. Господня молитва / The Lord's Prayer

### Перелік серій 3-го сезону
- 01. Найманець / Mercenary
- 02. Мандрівник / The Wanderer
- 03. Доля воїна / Warrior's Fate
- 04. Покритий шрамами / Scarred
- 05. Узурпатор / The Usurper
- 06. Народжений заново / Born Again
- 07. Париж / Paris
- 08. До воріт / To the Gates
- 09. Переламний момент / Breaking Point
- 10. Смерть Рагнара / The Dead

### Перелік серій 4-го сезону
Частина 1
- 01. Хороша зрада / A Good Treason
- 02. Убий королеву / Kill the Queen
- 03. Милосердя / Mercy
- 04. Йоль / Yol[3]
- 05. Обіцяний / Promised
- 06. Що може бути / What Might Have Been
- 07. Надбання і втрати / The Profit and the Loss
- 08. Волок / Portage
- 09. Смерть навколо / Death All 'Round
- 10. Останнє судно / The Last Ship

Частина 2
- 11. Чужинець / The Outsider
- 12. Видіння / The Vision
- 13. Дві подорожі / Two Journeys
- 14. У досвітну годину / In the Uncertain Hour Before the Morning
- 15. Усі його янголи / All His Angels
- 16. Перехрестя / Crossings
- 17. Велике військо / The Great Army
- 18. Помста / Revenge
- 19. Напередодні / On the Eve
- 20. Відплата / The Reckoning

## У ролях
- Тревіс Фіммел — Рагнар Лодброк
- Клайв Стенден — Ролло, брат Рагнара
- Кетрін Винник — Лагерта, перша дружина Рагнара
- Ґустаф Скашгорд — Флокі, друг Рагнара, майстер-суднобудівник
- Джордж Блаґден — Етельстан, англо-саксонський чернець, захоплений під час набігу на монастир Ліндісфарн
- Александер Людвіг — Бйорн I Залізнобокий, син Рагнара та Лагерти в дорослому віці (з 2-го сезону)
- Гебріел Бірн — Ярл Гаральдсон
- Джесалін Ґілсіґ — Сігі, дружина ярла Гаральдсона
- Аліса Сазерленд — Принцеса Аслауґ, друга дружина Рагнара
- Донал Лоуг — Горік I, король Данії
- Лайнас Роуч — Егберт, король Вессексу та Мерсії
- Петер Францен — Гаральд I Прекрасноволосий, король Норвегії
- Яспер Пяякконен — Гальвдан Чорний, брат Гаральда
- Джордан Патрік Сміт — Убба, другий син Рагнара Лодброка
- Марко Ільсьо — Гвітсерк, третій син Рагнара Лодброка
- Алекс Гег Андерсен — Івар Безкосний, четвертий син Рагнара Лодброка
- Мо Данфорд — Етельвульф, принц Вессексу
- Джонатан Ріс-Маєрс — єпископ Гегмунд
- Рей Стівенсон — Оттар
- Ейнар Селвік — камео